# Barbus perince
Barbus perince es una especie de peces de la familia de los Cyprinidae en el orden de los Cypriniformes.

## Morfología
Los machos pueden llegar alcanzar los 8,9 cm de longitud total.

## Hábitat
Es un pez de agua dulce.

## Distribución geográfica
Se encuentra en el río Nilo, en la cuenca del río Níger y los lagos  Chad,  Albert y  Edward. 